# Municipio de Rose Hill (Dakota del Sur)
El municipio de Rose Hill (en inglés: Rose Hill Township) es un municipio ubicado en el condado de Hand en el estado estadounidense de Dakota del Sur. En el año 2010 tenía una población de 34 habitantes y una densidad poblacional de 0,36 personas por km².

## Geografía
El municipio de Rose Hill se encuentra ubicado en las coordenadas 44°19′24″N 98°46′17″O / 44.32333, -98.77139. Según la Oficina del Censo de los Estados Unidos, el municipio tiene una superficie total de 94.16 km², de la cual 94,01 km² corresponden a tierra firme y (0,16 %) 0,15 km² es agua.

## Demografía
Según el censo de 2010, había 34 personas residiendo en el municipio de Rose Hill. La densidad de población era de 0,36 hab./km². De los 34 habitantes, el municipio de Rose Hill estaba compuesto por el 94,12 % blancos, el 2,94 % eran de otras razas y el 2,94 % eran de una mezcla de razas. Del total de la población el 5,88 % eran hispanos o latinos de cualquier raza.